# Lago Kawaguchi
Il Lago Kawaguchi (河口湖?, Kawaguchi-ko) è un lago nei pressi del Fuji, in Giappone. Situato nelle vicinanze della cittadina di Fujikawaguchiko, è il più famoso tra i cinque laghi del Fuji.
Fa parte del parco nazionale Fuji-Hakone-Izu e sorge ad una altezza di circa 800 metri.

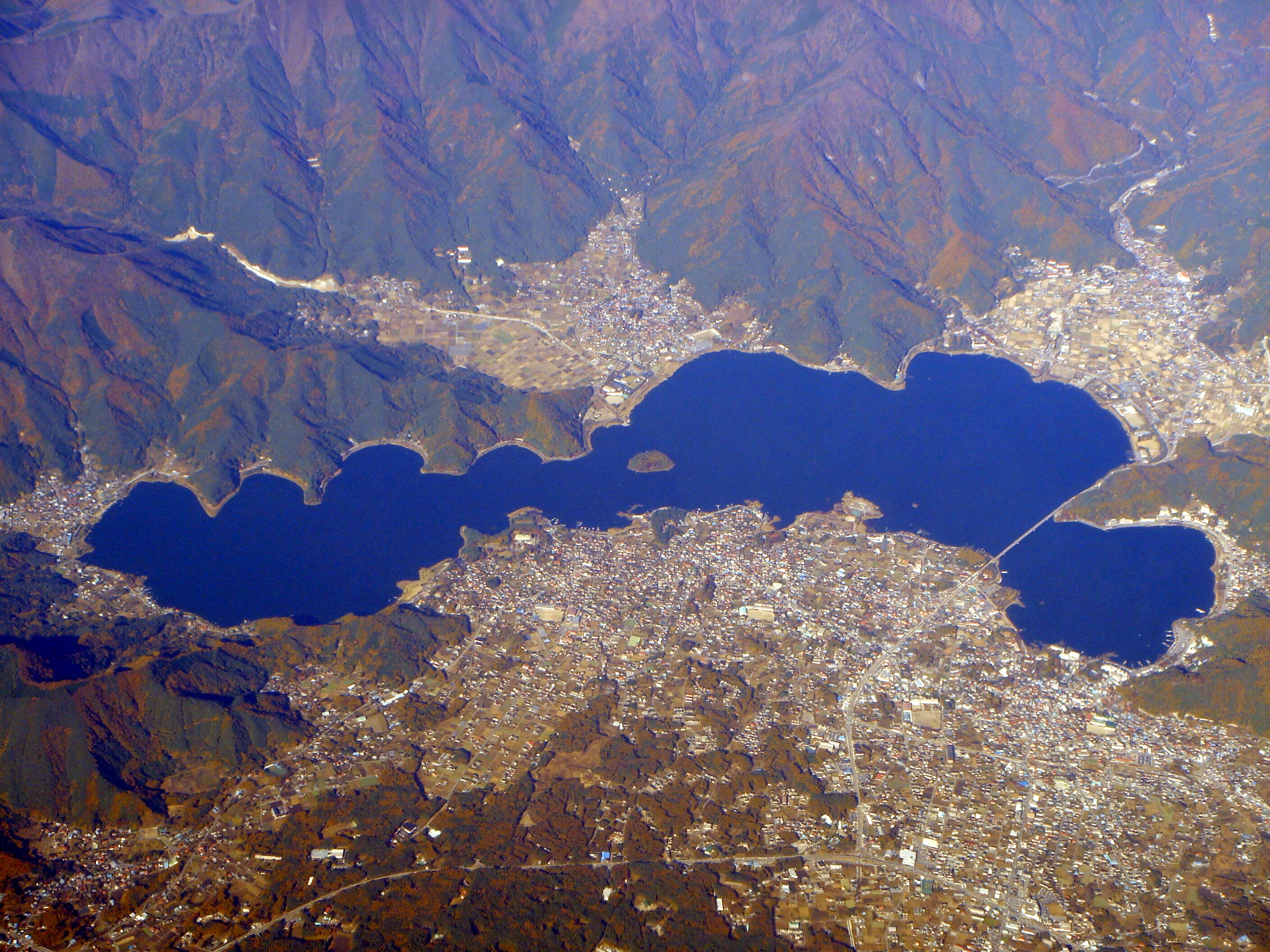
Il lago Kawaguchi visto dall'alto